# Crescent (Wisconsin)
Crescent es un pueblo ubicado en el condado de Oneida en el estado estadounidense de Wisconsin. En el Censo de 2010 tenía una población de 2.033 habitantes y una densidad poblacional de 24,29 personas por km².

## Geografía
Crescent se encuentra ubicado en las coordenadas 45°36′13″N 89°28′54″O / 45.60361, -89.48167. Según la Oficina del Censo de los Estados Unidos, Crescent tiene una superficie total de 83.69 km², de la cual 74.26 km² corresponden a tierra firme y (11.26%) 9.43 km² es agua.

## Demografía
Según el censo de 2010, había 2.033 personas residiendo en Crescent. La densidad de población era de 24,29 hab./km². De los 2.033 habitantes, Crescent estaba compuesto por el 96.7% blancos, el 0.2% eran afroamericanos, el 0.49% eran amerindios, el 1.08% eran asiáticos, el 0% eran isleños del Pacífico, el 0% eran de otras razas y el 1.52% pertenecían a dos o más razas. Del total de la población el 0.64% eran hispanos o latinos de cualquier raza.